# Passer
Passer – rodzaj ptaków z podrodziny wróbli (Passerinae) w obrębie rodziny wróbli (Passeridae).

## Zasięg występowania
Rodzaj obejmuje gatunki występujące pierwotnie w Eurazji i Afryce. Niektóre gatunki (a zwłaszcza wróbel zwyczajny) introdukowane na inne kontynenty.

## Charakterystyka
Długość ciała 10,5–18 cm; masa ciała 11–48 g. Są to ptaki zazwyczaj towarzyskie, niekiedy także synantropijne (np. wróbel zwyczajny). Osiadłe lub koczujące, rzadko wędrowne. Składają do ośmiu jaj wysiadywanych przez 12–14 dni przez oboje rodziców. Młode pierzą się przez 14–24 dni.

## Systematyka

### Etymologia
- Passer: łac. passer, passeris „wróbel”[7].
- Ammopasser: gr. αμμος ammos „piasek”; łac. passer, passeris „wróbel”[8]. Gatunek typowy: Passer ammodendri Gould, 1872.

### Podział systematyczny
Badania filogenetyczne wykazały, że najbardziej bazalne gatunki rodzaju pochodzą z Afryki. Za najstarszy gatunek uznany został Passer melanurus. Passer nie należy do trznadli (Emberizinae), co dawniej sugerowano, jest jednak z nimi blisko spokrewniony. Do rodzaju należą następujące gatunki:

- Passer pyrrhonotus Blyth, 1845 – wróbel pakistański
- Passer cinnamomeus (Gould, 1836) – wróbel cynamonowy
- Passer ammodendri Gould, 1872 – wróbel mongolski
- Passer iagoensis (Gould, 1838) – wróbel rudogrzbiety
- Passer zarudnyi Pleske, 1896 – wróbel popielaty
- Passer simplex (M.H.C. Lichtenstein, 1823) – wróbel pustynny
- Passer moabiticus Tristram, 1864 – wróbel palestyński
- Passer luteus (M.H.C. Lichtenstein, 1823) – wróbel cytrynowy
- Passer euchlorus (Bonaparte, 1850) – wróbel złoty
- Passer montanus (Linnaeus, 1758) – mazurek
- Passer flaveolus Blyth, 1845 – wróbel oliwkowy
- Passer insularis P.L. Sclater & Hartlaub, 1881 – wróbel szarogrzbiety
- Passer hispaniolensis (Temminck, 1820) – wróbel śródziemnomorski
- Passer domesticus (Linnaeus, 1758) – wróbel zwyczajny
- Passer italiae (Vieillot, 1817) – wróbel apeniński – takson ten (P. hispaniolensis × P. domesticus) jest coraz bardziej uznawany jako przykład hybrydowej specjacji[11][12]
- Passer castanopterus Blyth, 1855 – wróbel rudogłowy
- Passer cordofanicus von Heuglin, 1874 – wróbel sudański
- Passer motitensis (A. Smith, 1836) – wróbel rdzawy
- Passer eminibey (Hartlaub, 1880) – wróbel kasztanowaty
- Passer melanurus (Statius Müller, 1776) – wróbel czarnogłowy
- Passer griseus (Vieillot, 1817) – wróbel siwogłowy
- Passer diffusus (A. Smith, 1836) – wróbel blady